# 墨西哥航空 (1921年)
墨西哥航空（西班牙語：Mexicana de Aviación） 為墨西哥的第一家航空公司，亦為全球歷史第三悠久的航空公司（次於荷蘭皇家航空和澳洲航空）。墨西哥航空在國內的主要競爭對手為墨西哥國際航空，然而兩家公司在多條航線上實施代碼共享。
墨西哥航空曾在2000年7月1日加入星空联盟，但已於2004年3月31日退出。於2008年4月9日由西班牙國家航空贊助、美國航空附助，在2009年11月10日加入寰宇一家，代表寰宇一家在中美洲地區經營，與寰宇一家的美國航空和西班牙國家航空實施代碼共享、飛行常客計劃和登機等合作，並與國泰航空、日本航空、智利國家航空和澳洲航空實施部份項目之合作。
2010年8月28日，墨西哥航空宣布申請破產保護及自翌日中午起無限期停飛所有航班。2010年9月7日，墨西哥法院接受墨西哥航空的破產保護申請。

## 歷史

### 1920年代

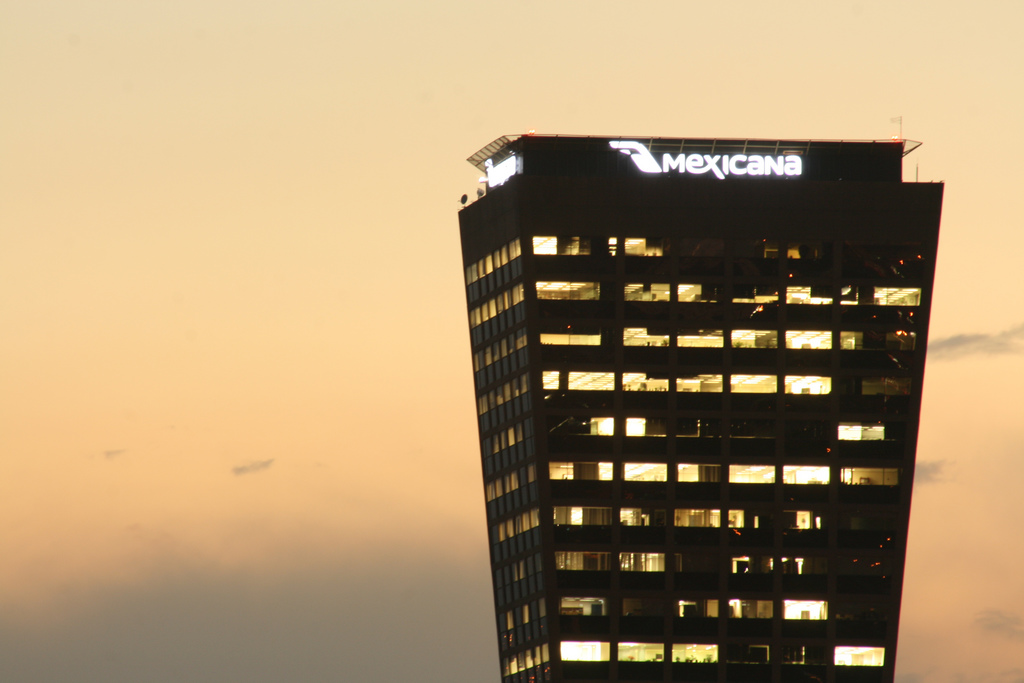
墨西哥航空的總部

墨西哥航空於1921年7月12日由居於墨西哥的美國人威斯普（L.A. Winship）和羅遜（Harry J. Lawson），在獲得墨西哥政府的航空運輸公司（Compañía Mexicana de Transportación Aérea, S.A.）批准開辦墨西哥城至坦皮科航線而正式成立。此線開辦的主要目的，是方便運送薪金予在坦皮科油田工作的僱員。首個營運的飛機型號是兩座位的Lincoln Standard，共有兩架。此外，空郵服務亦於1920年代開始提供。
1924年，以威廉·麥洛里（William Mallory）和喬治·利爾（George Rihl）為首的Compañía Mexicana de Aviación（又名"Mexican Aviation Company"或"Mexican Airline Company"），接管了原資產，並浮現了規模。1925年，舒曼·費爾切特（Sherman Fairchild）購入了墨西哥航空20%的股份，這促使墨西哥航空在1928年引入FC2型飛機。1929年2月，泛美航空總裁祖安·特里普（Juan Trippe）接管了墨西哥航空的大部份股份，並開辦了首條前往美國的國際航線，以福特三發動機式飛機營運。

### 1930年代
1930年代是墨西哥航空服務改善及航線擴展的時期。墨西哥航線先後開辦了布朗斯威爾至危地馬拉城（中停韋拉克魯斯州、米娜泰勒、伊斯德柏克及泰珀速立），此外，往萨尔瓦多、哥斯达黎加和古巴的航線也同時開辦，同時透過與泛美航空的合作，開辦往巴拿马、尼加拉瓜、洛杉矶的航線，也成為首間在洛杉磯國際機場升降的國外航空公司。配合航線增加，墨西哥航空在同時期引入了8架FC2、3架福克 F.10客機，以應付所需。

### 1940年代
1940年代是國內航線增長的時期，也開辦了來往墨西哥城和哈瓦那、蒙特雷、努弗拉爾多的航線，又開辦往返洛杉磯的夜間航線。該些航線初期以DC-2客機營運，不久便改以載客量較高的DC-3和DC-4型客機營運，其中DC-4型更可由墨西哥城直航洛杉磯，毋須停站。與此同時，墨西哥航空亦開設了飛行訓練學校，培訓機組人員。

### 1950年代
雖然1950年代增長放緩，但也引入了DC-6型飛機，飛行墨西哥城往返巴亚尔塔港、奧亞薩卡和聖安東尼奧的航線，並增設空中服務員訓練學校。

### 1960年代
隨著4架哈維蘭彗星型客機於1960年7月4日引入墨西哥航空，令它正式踏進噴射客機的年代，首條獲分配噴射客機的航線是來往墨西哥城及洛杉磯。由於該時墨西哥航空仍是泛美航空屬下的公司，故該批彗星型客機原計劃是用作取代波音707，而其中一架彗星型客機收藏於西雅圖航天博物館。60年代末期，雖然墨航面臨破產，但仍接收了首架波音727客機。
1968年1月15日，墨西哥航空出現行政人事變動，基辛斯奧·巴律斯特羅斯（Crescencio Ballesteros）出任主席，曼紐爾·蘇薩·域加（Manuel Sosa de la Vega）出任行政總裁。他們甫一上任提訂出一連串策洛性計劃，令墨西哥航空迅速從經濟危機中重振起來。

### 1970年代
1971年，往聖胡安及丹佛航線開辦，其中聖胡安航線更維持了超過25年無間斷地提供服務。機隊擴充至19架噴射飛機，擁有當時全拉丁美洲最大支的噴射飛機機隊。同時也在其樞紐機場墨西哥城國際機場設置一部波音727模擬駕駛艙，也是美國以外擁有最多波音727飛機的航空公司。

### 1980年代
雖然墨西哥航空在1980年代的增長開始靜止下來，但該時期發生了數起重大事件。1981年，首款廣體客機DC-10-15型客機投入服務，共有3架，以配合開辦加勒比海和高客量的航線。1982年，墨西哥政府購入了墨航58%的股份，直至1989年8月才再次私營化。1984年，位於墨西哥城，樓高30層的墨航新總部大樓工程竣工。1988年，最大競爭對手墨西哥國際航空（AeroMexico）宣布破產，墨西哥航空在1990年代接管AeroMexico部分長途航線（包括加拿大及南美洲航線）。

### 1990年代
墨西哥政府在1990年代解除了對航空業的管制，以容許新的航空公司成立，加強競爭力，提升服務素質。有見及此，墨西哥航空在1991年引進歐洲製造的空中巴士A320客機，並於1992年引進荷蘭製的福克F100型客機。1990年代中期，墨西哥經濟不景，墨西哥航空和墨西哥國際航空也因其母公司CINTRA（Corporación Internacional de Transporte Aereo）被政府接管而被迫合併，此狀況一直維持至2005年才結束。該段期間，公司進行重組，把虧蝕航線停辦及把DC-10客機退役，改為租賃體積較DC-10小和續航能力較遠的波音757客機，同時加強南美洲航線的服務，並新增蒙特利尔航線。另一項主要改革，是與其他航空公司組成航空聯盟，更加入了以聯合航空等為首的星空聯盟，令乘客可從互聯網上訂購機票。

### 2000年代

墨西哥航空在1998-2008年之間用的標誌

踏入2000年代，墨西哥航空持續增長。2001年7月，墨航慶祝其成立80周年，並正式推出機上雜誌，名為《VUELO》。2003年，墨航開始淘汰旗下的波音727客機，並以A318、A319、A320等客機取代之，同時也由波音機隊為主，逐漸變成以空中巴士機隊為主（雖然時至今日仍有波音飛機營運中）。隨著與聯合航空的轉乘合作協議在2004年約滿，墨航於3月31日正式退出星空聯盟。
2005年對墨航來說是重要的一年。該年墨西哥有數間廉價航空公司成立，和墨航和墨西哥國際航空作競爭。有見及此，墨航成立了旗下首間廉價航空公司「Click Mexicana」，以加強本身的競爭力，並更換機隊色彩。
2006年7月12日，墨航宣布新增數個美國的航點，包括西雅图、底特律、夏洛特，同時以包機形式重開波多黎各航線。同年，墨航獲選為「2006年拉丁美洲最佳航空公司」。
2008年4月9日，寰宇一家邀請墨西哥航空加入，並於2009年11月10日連同旗下的MexicanaClick和MexicanaLink一併成為寰宇一家成員之一，並在航線網絡上增加了26個航點，以便與屬天合聯盟的墨西哥國際航空和星空聯盟的其他成員競爭，鞏固其北美洲、南美洲航線的地位。同年10月，墨航新增倫敦格域機場、巴西聖保羅及奧蘭多3個航點。
2009年2月4日，墨航獲得營運支線航空公司的專營權，命名為「MexicanaLink」，以CRJ經營往返瓜達拉哈拉的低密度航線。同時，也向美國運輸局申請以A319或A320客機加強紐約航線服務。

### 2010年代
2010年，墨西哥航空接收2架A330-200客機，取代波音767。2010年8月27日，墨西哥航空因財政問題已在美國和墨西哥申請破產保護，並宣布自翌日中午起無限期停飛。墨西哥航空公司每年的乘客大約有1100萬人，申請破產保護當時所欠債務額超過一億美元。
2013年，Med Atlantic及Grupo Fides表示有意對墨西哥航空注資。
2014年4月4日，聯邦司法委員會法官宣布，由於缺乏可信的投資者﹐墨西哥航空的破產程序結束，同时墨西哥航空被迫宣布注销。
2015年，部分墨西哥航空以前在寰宇一家的合作夥伴與墨西哥的低成本航空公司Interjet英特捷特航空簽署了代碼共享協議。寰宇一家亦表示，有意招募來自墨西哥的新成員，以填補墨西哥航空的空缺。

### 2020年代
2023年12月26日，墨西哥航空重新開張。

## 旗下子公司
- MexicanaClick
- MexicanaLink
- MRO Services

## 機隊

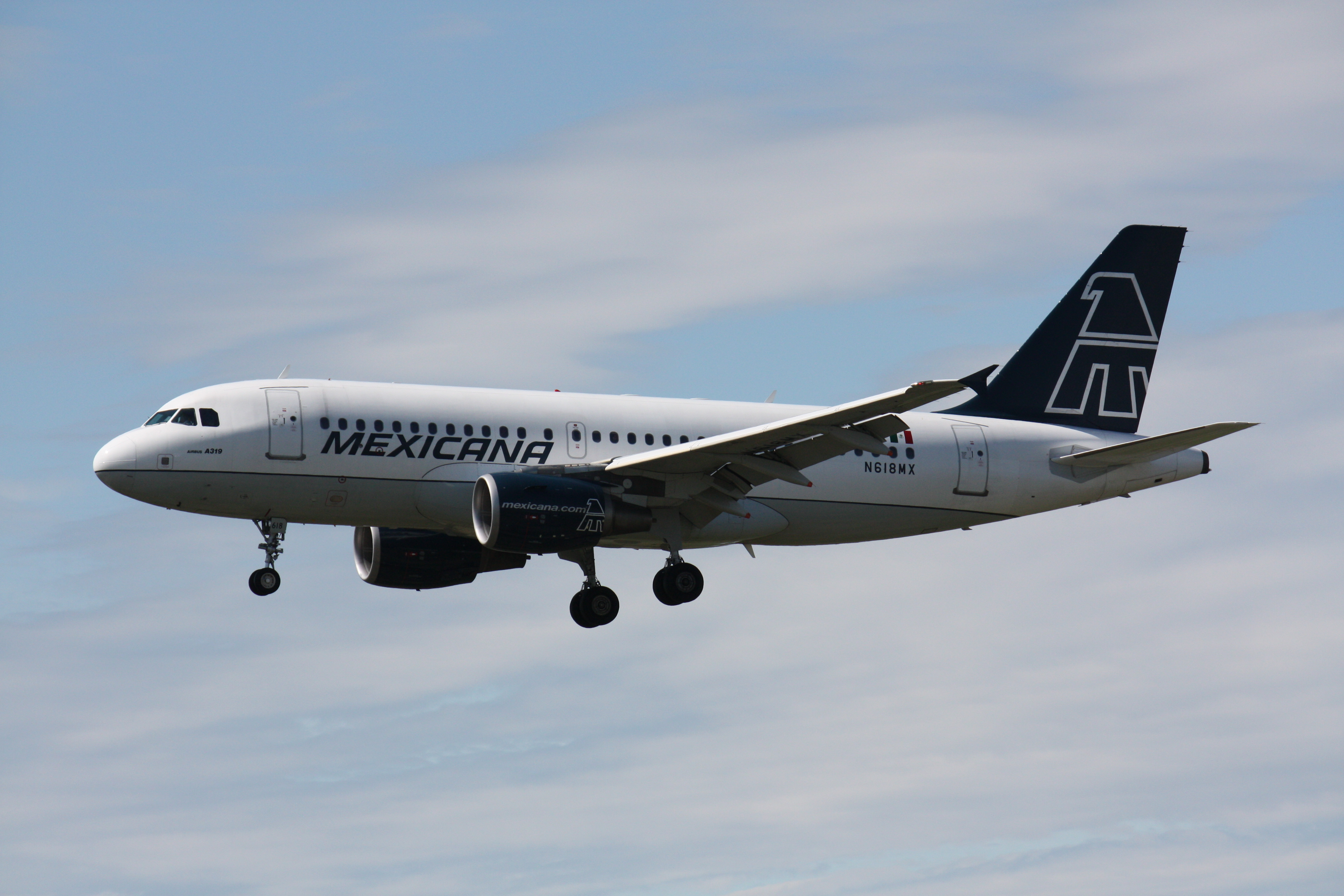
墨航空中巴士A319-100正在降落於溫哥華國際機場

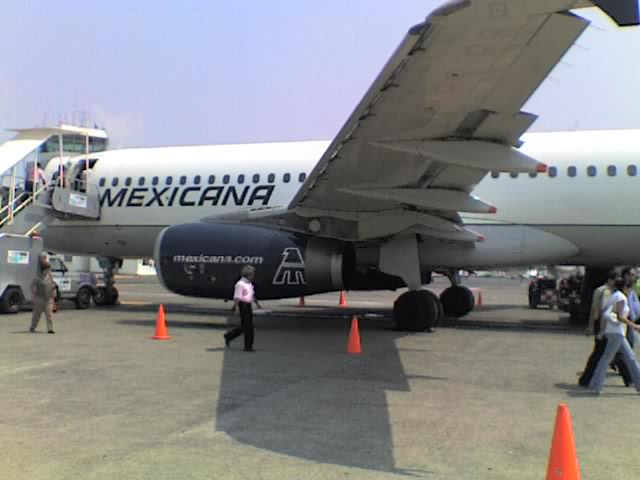
墨航空中巴士A320-200在韋拉克魯斯州國際機場

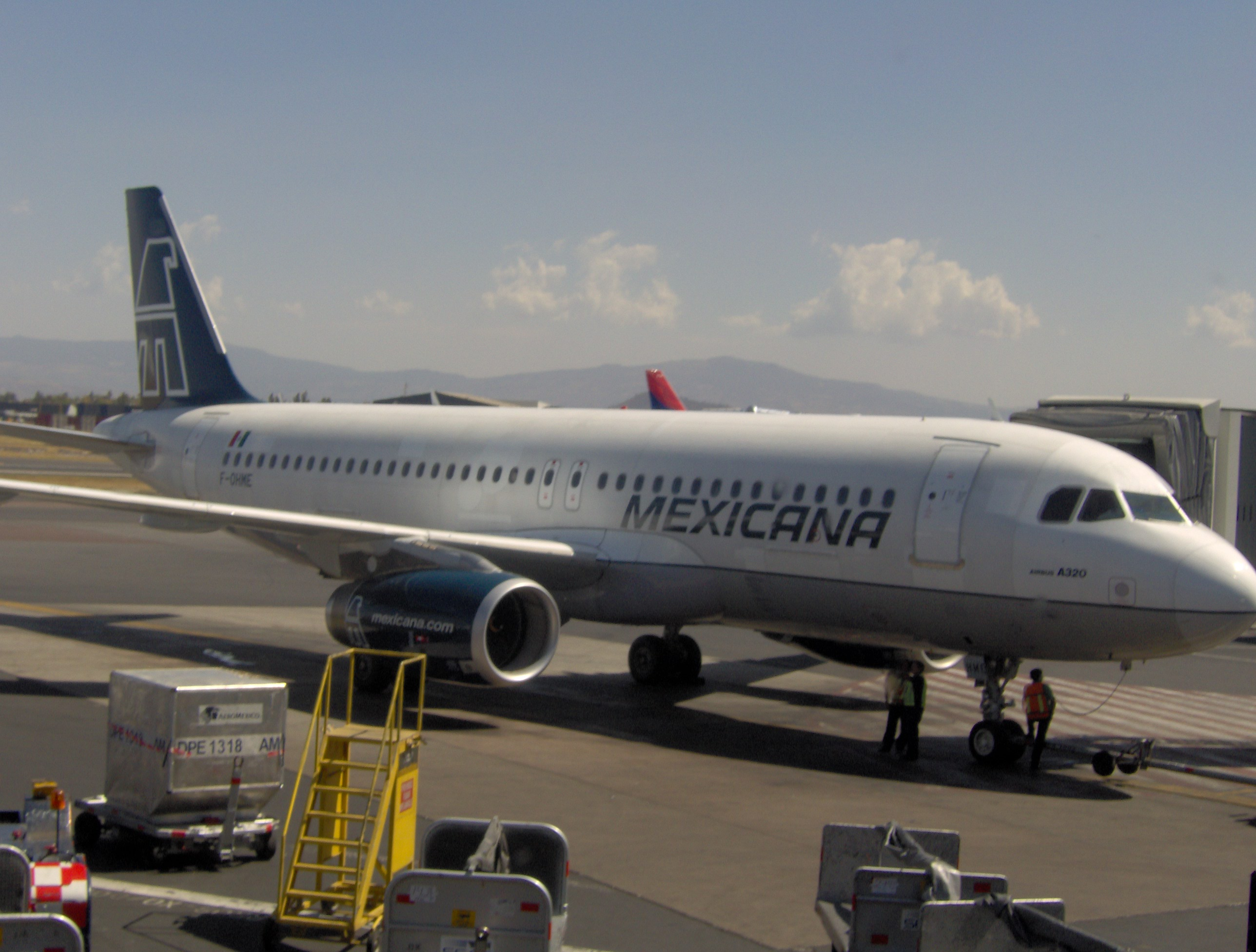
墨航空中巴士A320-200停泊在墨西哥城國際機場

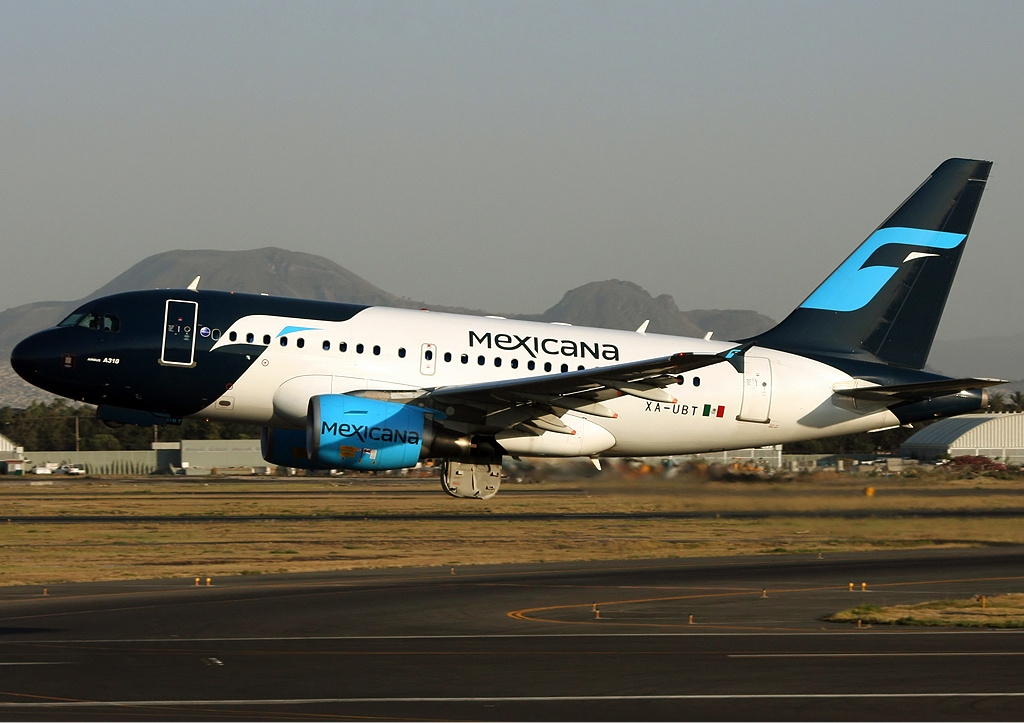
墨航空中巴士A318

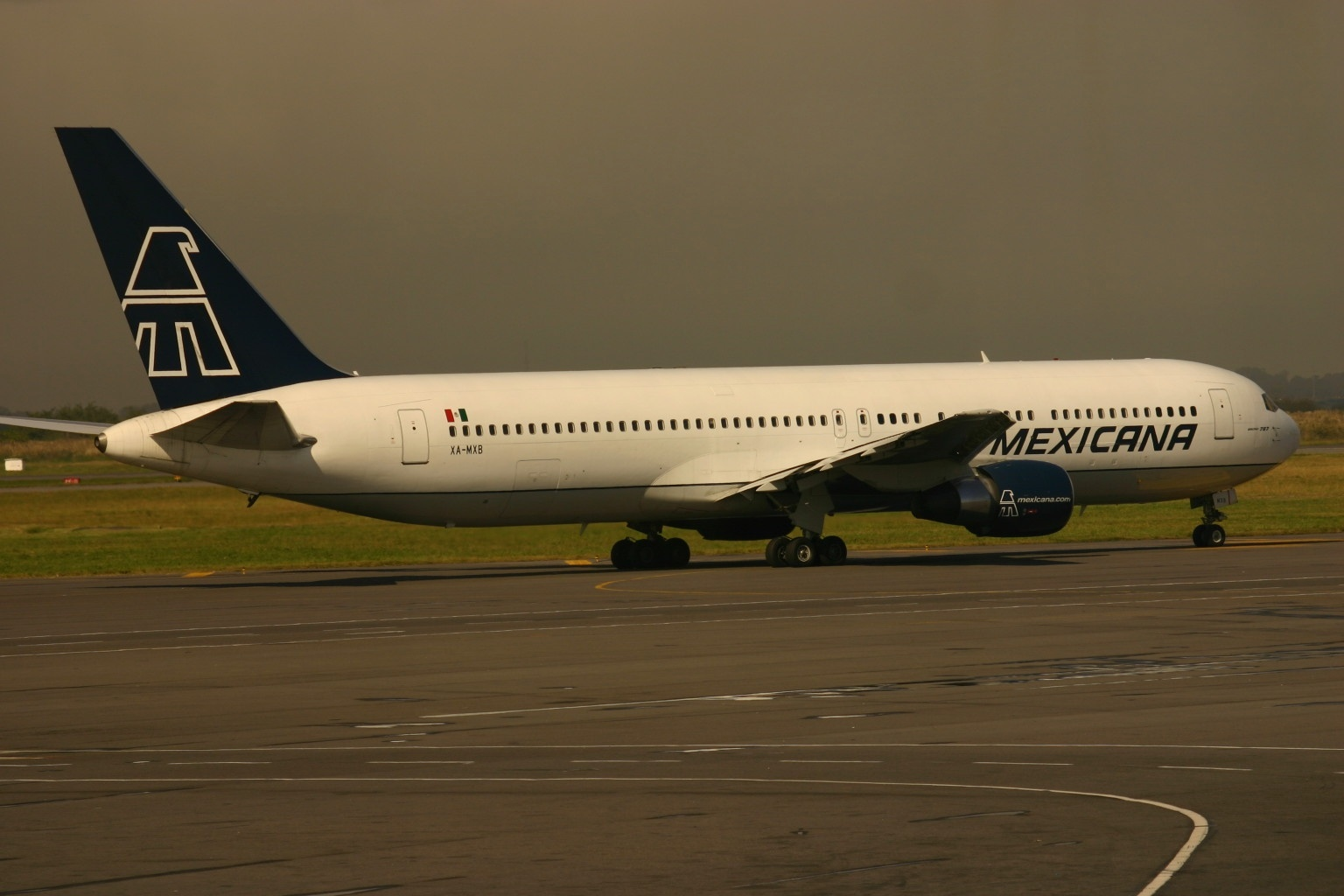
墨航波音767-300ER

截至墨西哥航空宣布破产时，墨西哥航空機隊如下
：

## 代碼共享協議
墨西哥航空和以下航空公司實施代碼共享：
- 國泰航空
- 美國航空
- 英國航空
- 芬兰航空
- 西班牙國家航空
- 日本航空
- 智利國家航空
- 新加坡航空
- 德国汉莎航空
- 紐西蘭航空
- 哥倫比亞航空
- Aeromar